# Atomaria ihsseni
Atomaria ihsseni là một loài bọ cánh cứng trong họ Cryptophagidae. Loài này được Johnson miêu tả khoa học năm 1978.